# Jens Sophus Borch
Jens Sophus Borch (14. april 1805 på Boller ved Horsens – 19. juni 1879) var handelsmand.
Som 15-årig startede Jens Sophus Borch i købmandslære i Fredericia. Efter sin faders død i 1810 arvede han mange penge, og senere da hans uddannelse var færdiggjort, blev han 1826 ansat hos Slott på torvet i Kolding og overtog 4 år senere forretningen og ejendommen. Han giftede sig omkring denne tid og fik 14 børn, hvoraf de otte overlevede til voksenalder, og enkelte fortsatte som købmænd i Kolding.
Borchs virketid var på ca. samme tid som den store kornhandelsperiode, da Danmark eksporterede korn især til England og Norge. Borch købte korn af bønderne og også andre varer bl.a. jydepotter. Før bønderne tog hjem igen, købte de f.eks. kaffe,krydderier og tømmer eller andre grovvarer hos købmanden. Borchs forretning udviklede sig godt, og allerede 1840 kunne han købe bager Hjelms gård i Helligkorsgade og forene den med sin egen. For at give sin voksende familie mere plads nedbrød han det mindre hus øst for Borchs Hus i Torvegade og opførte et solidt toetages hus. Borch blev byens første større skibsreder. Han havde flere skibe på søen, som fragtede de indkøbte landboprodukter væk fra Kolding og sejlede andre grovvarer med tilbage, så langt væk fra som Sydamerika.

På daværende tidspunkt var han som byens største købmand selvskreven til mange offentlige hverv. For at sikre sin købmandshandel sørgede han for, at byen fik en ordentlig havn. Dette skete i samarbejde med C.F. Müller. Borch var i mange år havnekasserer. 1845-1851 var han medlem af borgerrepræsentationen, og fra 1845 blev han anfører for borgervæbningen med titel af stadshauptmand. Han var også involveret i stiftelserne af byens første pengeinstutter Sparekassen for Kolding By og Omegn og Kolding Låne- og Diskontokasse i 1856. Navnlig diskontokassen brugte han megen tid på.
Jens Sophus Borch døde 19. juni 1879. P. Eliassen anførte 1915, at han var den eneste, der hidtil havde tjent en million kroner i Kolding. Jens Sophus Borch og måske hans familie er mindet ved navnet på den fornemme gamle bindingsværksejendom på Akseltorv Borchs Hus og navnet på et område bagved Borchs Hus i Kolding midtby, nemlig Borchs Gård.